# François Dvornik
François (František) Dvorník, né le 14 août 1893 à Chomýž (Moravie) et mort le 4 novembre 1975 dans la même ville, est un universitaire et ecclésiastique tchécoslovaque spécialiste des histoires byzantine et slave ainsi que des Églises catholique et orthodoxe.

## Biographie
Après une scolarité au collège de l'archevêché de Kroměříž il fait des études à la faculté de théologie catholique de l'université Palacký d'Olomouc. Il obtient son diplôme en 1916 puis est ordonné prêtre. Après avoir été brièvement vicaire à Bílovec et Vítkov. Il poursuit ensuite des études à l'université Charles de Prague, puis à Paris, où il s'inscrit dans plusieurs spécialités simultanément. En 1926 il soutient en Sorbonne un doctorat ès lettres.
Après son retour en Tchécoslovaquie en 1927, il reçoit son habilitation et en 1928 devient professeur d'histoire ecclésiastique à la faculté de théologie catholique de l'université Charles de Prague.
Il est l'un des fondateurs de l'Institut d'études slaves de Prague et cofondateur de la revue scientifique Byzantinoslavica.
Au cours de la Seconde Guerre mondiale, il enseigne au Collège de France et à l'École pratique des hautes études à Paris. De 1948 à sa retraite académique en 1965, il est professeur d'études byzantines au Dumbarton Oaks Center à l'université Harvard.
Il compte parmi les plus fameux byzantinistes du monde. Au cours de sa vie, il reçoit un grand nombre de distinctions et est docteur honoris causa de nombreuses universités (notamment Paris, Londres).
Son travail sur le patriarche Photios Ier de Constantinople, fait référence.
Il meurt le 4 novembre 1975 lors d’un séjour sur les lieux de sa naissance et est enterré dans le caveau familial dans un cimetière de Bílavsko pod Hostýnem.
En 1992, l'ordre de Tomáš Garrigue Masaryk, décoration nationale tchécoslovaque, lui est remis à titre posthume.